# Jet Black Heart
"Jet Black Heart" é o terceiro single do álbum Sounds Good Feels Good da banda australiana de pop rock 5 Seconds of Summer. A canção foi composta por Calum Hood, Michael Clifford, David Hodges, Jon Green e produzida por David Hodges lançada em 17 de dezembro de 2015.
A canção entrou na tabela musical de seis países.

## Videoclipe
O videoclipe contém histórias de fãs e foi lançado dia 17 de dezembro de 2015.

## Faixas e formatos
| Download digital |                   |         |  |
| N.º              | Título            | Duração |  |
| 1.               | "Jet Black Heart" | 3:41    |  |